# La Berena
La Berena és una obra de la Fatarella (Terra Alta) inclosa a l'Inventari del Patrimoni Arquitectònic de Catalunya.

## Descripció
Lloc a la vora del camí de Sant Francesc, hi ha una creu sobre un piló al qual s'obrí una fornícula amb la imatge de Sant Joan Baptista, tot de maçoneria de pedra molt petita. Al costat hi ha un petit pouet on es recull l'aigua, fet de pedra sense argamassa amb una volta rebaixada a l'interior i cobert de terra per damunt a l'exterior. També hi ha un petit banc de pedra per seure.
A la mateixa zona, més apartada, hi ha un habitatge deshabitada de caràcter agrícola popular.

## Història
Allà es fa una parada per berenar quan es fa el romiatge a l'ermita de Sant Francesc.